# Românism
Cuvântul Românism, introdus de Vasile Alexandrescu Urechia în 1858, poate să însemne :
- dezvoltarea conștiinței de a vorbi o aceiași limbă și de a avea origini comune la vorbitorii limbii române începând cu cronicarii Miron Costin sau Grigore Ureche, și luând o amploare crescândă în secolele XVIII și XIX odată cu acțiunile educative ale „deșteptătorilor neamului” ;
- mișcarea politică unionistă pentru o Românie teritorial întregită în secolul XX, care se concretizează la sfârșitul anului 1918 (1 decembrie) prin formarea „României mari” ;

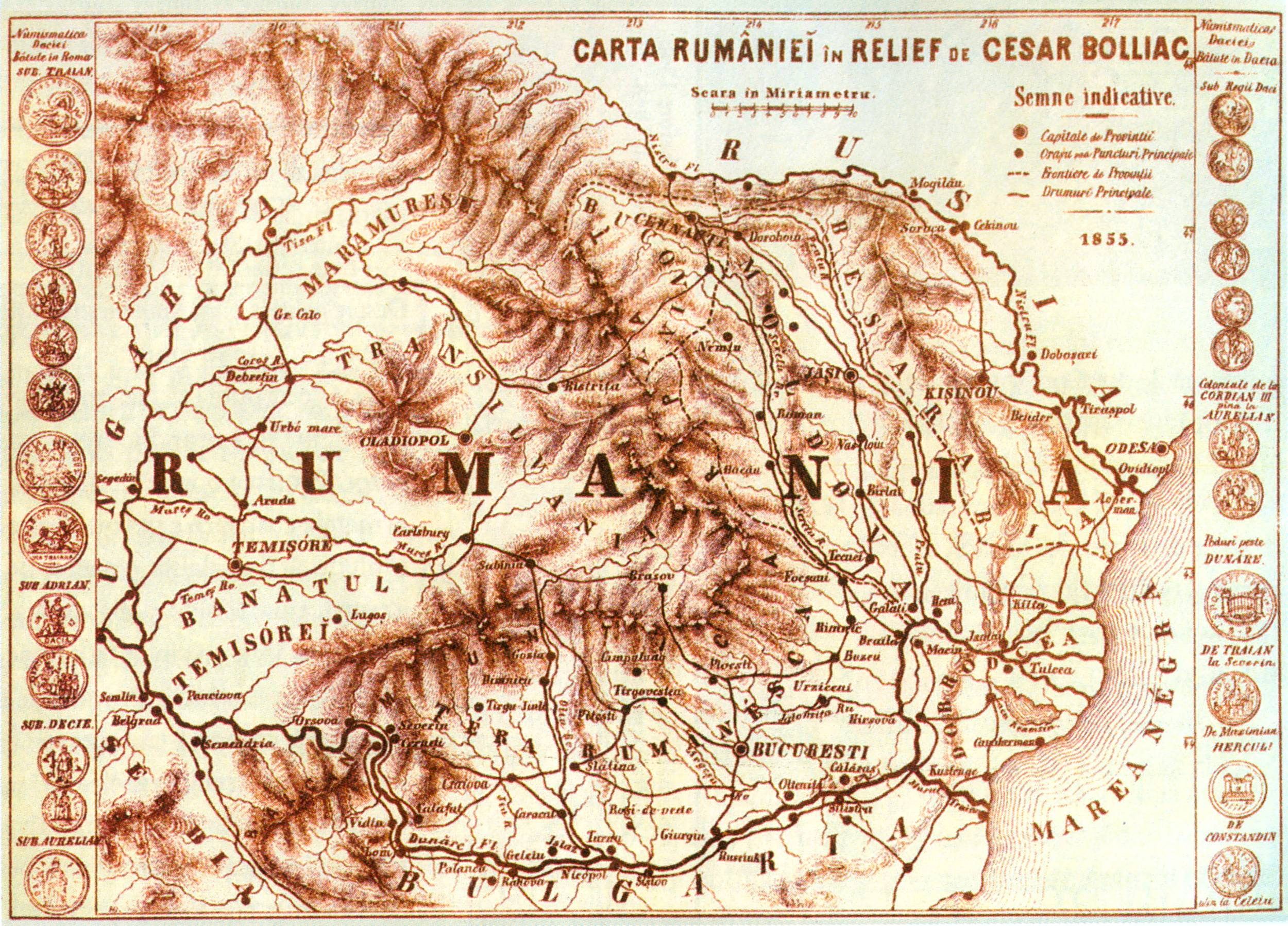
România întregită, văzută de Cezar Bolliac (1855)

- în Republica Moldova, mișcarea unionistă (fie pe planul politic-teritorial, fie pe planul exclusiv cultural) a vorbitorilor limbii băștinașe pe care dânșii o denumesc „română”, în timp ce adversarii lor, Moldoveniștii, o denumesc „moldovenească”: românismul politic țintește unirea Republicii Moldova cu România, în timp ce românismul cultural țintește doar recunoașterea oficială și constituțională, în cadrul hotarelor actuale, ca în perioada de la independență până la data de 29 iunie 1994, a faptului că Moldovenii sunt și dânșii etnici români, pentru a pune capăt situației actuale, în care doar minoritățile din Republica Moldova se pot afirma ca membre ale unor popoare și culturi depășind granițele țării, astfel că băștinașii românofoni care se declară „moldoveni” sunt socotiți « cetățeni titulari » dar nu mai au dreptul de a se defini ca membri ai unui popor depășind hotarele republicii, iar cei care se declară „români” pentru a păstra acest drept, sunt socotiți « minoritate națională » în propria lor țară.

În general, Românismul este definit ca un sentiment cultural național al acelora dintre români care se consideră patrioți, și care se referă la etnogeneza poporului român, la originea sa latină, la continuitatea și permanența vorbitorilor limbilor romanice orientale în teritoriile locuite de ei, inclusiv în cele aflate temporar sub sceptrul unor state vecine. În versiunile mai religioase (susținute, de exemplu, de Mircea Păcurariu), etnogeneza este descrisă în legătură puternică cu pretenția apartenenței neamului românesc la creștinismul de rit ortodox, de unde ar rezulta câteva caracteristici morale și spirituale specifice.